# 初台駅
初台駅（はつだいえき）は、東京都渋谷区初台一丁目にある、京王電鉄京王線（京王新線）の駅である。京王東管区所属。駅番号はKO02。

## 歴史

### 年表
- 1914年（大正3年）6月11日：京王電気軌道の改正橋駅（かいせいばしえき）として開設。
- 1919年（大正8年）9月：初台駅へ改称。
- 1944年（昭和19年）5月31日：陸上交通事業調整法に基づき、東京急行電鉄が吸収合併、同社京王線の駅となる。
- 1948年（昭和23年）6月1日：大東急解体に伴う再編に伴い、京王帝都電鉄として分離独立。
- 1964年（昭和39年）6月7日：前年に地下化した新宿駅 - 文化服装学院付近に引続き、環状6号を含む当駅付近連続立体交差事業により地下化、新駅舎を京王線上に新設。
- 1978年（昭和53年）10月31日：新宿駅 - 笹塚駅間複々線化に伴い、線増部（京王新線）側へホームを移設。相模原線快速・通快を新線新宿発着へ振替え、当駅も停車駅となる。京王線新宿発着は各停含む全列車が通過となる。
- 1980年（昭和55年）3月16日：都営新宿線 岩本町 - 新宿間開通、相互乗り入れ開始。
- 1983年（昭和58年）7月17日：当駅 - 幡ヶ谷駅付近の京王線側を地下化[2]、連続立体交差事業竣工。
- 1992年（平成4年）5月28日：ダイヤ改正に伴い、東京競馬開催時におけるハネの臨時特急新宿行を急行に振り替え、その一部を新線新宿行きとして運転したことに伴い、急行停車駅となる。
- 2001年（平成13年）3月27日：京王新線に定期急行列車新設、停車駅となる[3]。
- 2013年（平成25年）2月22日：KO02の駅ナンバリングを導入[4]。
- 2015年（平成27年）
  - 4月1日：副駅名「マニュライフ生命本社最寄駅」を設定。駅名標新設[5]。
  - 12月15日：12月27日：接近メロディとしてバレエ・オペラの名曲「バレエ「くるみ割り人形」から「行進曲」を導入[6]。
  - 12月28日：1番線接近メロディが「眠れる森の美女」より「ガーランド・ワルツ」、2番線が「アイーダ」より「凱旋行進曲」へ変更[6]。

### 駅名の由来
初代駅名である「改正橋」は、線路付近の玉川上水に架かっていた橋に因んでいる。現在、付近の玉川上水は暗渠化されているため、残されている改正橋の親柱・欄干はモニュメントである。
現駅名である「初台」は、改称当時の駅南側の地域の地名「渋谷区代々木初台町」から来ている。
地名の由来は、代々木村に太田道灌が作った8か所の砦の内、一の砦（狼煙台）のあった場所から、初台と呼ばれるようになったといわれる。この地に江戸幕府二代将軍徳川秀忠の乳母であった土井昌勝の妻が、徳川家康関東転封直後の1591年（天正19年）にこの地に200石を拝領したことから、「初台局（はつだいのつぼね）」と名乗るようになった。初台局の娘で、3代将軍徳川家光の乳母・梅園局が母の菩提寺として「正春寺」を現在の渋谷区代々木三丁目、当時の代々木村山谷（代々木村初台ではない）に創建した。

## 駅構造
首都高速4号新宿線と国道20号（甲州街道）の地下に位置し、ホームは上り線と下り線で二層構造となっており、地下2階が上り線、地下3階が下り線である。階段は新宿寄りと幡ヶ谷寄りの2か所にあり、エスカレーターも設置している。加えて新宿寄りにはエレベーターも設置している。
京王新線建設（京王線当駅 - 笹塚駅間連続立体交差事業含む）と首都高速4号線工事が重なったことから、建設工事は首都高速道路公団（当時）に委託した。当駅は首都高の高架橋（橋脚）が国道20号中央にあることから、これを避けるために上下二層構造のトンネルとなったものである。
幡ヶ谷寄りの階段を上がると地下1F中央口で、改札内にトイレがある。この中央口を西向きに出ると地下自由通路があり、右に行けば甲州街道北側へ出る北口、左に行けば南側へ出る南口である。北口は新国立劇場に直結し、地下式駐輪場とも繋がっている。
新宿寄りの改札口は東口で、東京オペラシティに直結している。東口はオペラシティの営業時間に合わせて7時30分 - 23時30分まで利用可能。東口自体とオペラシティ外に通じる出口は初電 - 24時まで利用可能。中央口は地下駅化と同時に設置、東口は東京オペラシティからの要望によって設置したものである。東口新設前は、現在の中央口が開業時からの改札口となっていた。
1978年（昭和53年）10月31日、新宿駅 - 笹塚駅間複々線化に伴い、甲州街道直下の線増部（京王新線）側へホームを移設した。この際に相模原線快速・通快を新線新宿発着へ振替え、当駅も停車駅とした他、新宿駅1 - 3番線（京王線新宿駅）発着となる京王線側は幡ヶ谷駅と同様に各停含む全列車が通過となった。
その後、京王線側の旧ホームは保線資材置場、資材搬入口及びトンネルの緊急避難路や駅メンテナンス用通路としており、今でも通過する車中から見ることが可能。新ホームにおける出口位置の偏りは、京王線側の旧ホームへ繋がる駅舎・コンコースを維持して京王新線側へ接続した名残である。なお、旧ホームへの通路はコンクリートで塞がれており、現在立入ることは出来ない。 
地上時代は相対式ホームであった。1964年（昭和39年）6月7日より地下化、18m車6両編成対応島式ホームで各停のみ停車する駅であった。
駅ホーム脇に通風口がある。これは京王新線側へホームを移設した当初、列車接近時の風圧が問題となったため、風を逃がすために後から新設したものである。

### のりば
| 番線 | 路線     | 方向 | 行先                                 | 備考                            |
| ---- | -------- | ---- | ------------------------------------ | ------------------------------- |
| 1    | 京王新線 | 下り | 幡ヶ谷・笹塚・明大前・調布・橋本方面 |                                 |
| 2    | 京王新線 | 上り | 新線新宿・ 都営新宿線方面            | 新線新宿駅から 都営新宿線へ直通 |

- 駅入口（2018年1月）
- 改札口（2018年1月）
- 1番線ホーム（2018年1月）
- 2番線ホーム（2018年1月）
- 京王線側にあった頃の初台駅は18m級6両編成対応、京王新線側にホームを移設する前日まで各停のみ停車する駅であった。今でも通過する車中から見ることが可能。
（1978年10月撮影、移設前日）

## 利用状況
2024年度（令和6年度）の1日平均乗降人員は59,407人である。
近年の1日平均乗降・乗車人員の推移は以下の通り。
| 年度               | 1日平均 乗降人員 | 1日平均 乗車人員 | 出典     |
| ------------------ | ---------------- | ---------------- | -------- |
| 1955年（昭和30年） | 21,224           |                  |          |
| 1960年（昭和35年） | 24,467           |                  |          |
| 1964年（昭和39年） | 26,427           |                  |          |
| 1965年（昭和40年） | 26,936           |                  |          |
| 1969年（昭和44年） | 41,939           |                  |          |
| 1970年（昭和45年） | 26,853           |                  |          |
| 1975年（昭和50年） | 22,702           |                  |          |
| 1978年（昭和53年） | 21,382           |                  |          |
| 1979年（昭和54年） | 20,299           |                  |          |
| 1980年（昭和55年） | 21,169           |                  |          |
| 1985年（昭和60年） | 23,866           |                  |          |
| 1990年（平成02年） | 29,290           | 14,074           | [ * 1 ]  |
| 1991年（平成03年） |                  | 14,388           | [ * 2 ]  |
| 1992年（平成04年） |                  | 14,164           | [ * 3 ]  |
| 1993年（平成05年） |                  | 14,307           | [ * 4 ]  |
| 1994年（平成06年） |                  | 14,825           | [ * 5 ]  |
| 1995年（平成07年） | 31,983           | 15,505           | [ * 6 ]  |
| 1996年（平成08年） |                  | 17,488           | [ * 7 ]  |
| 1997年（平成09年） |                  | 20,268           | [ * 8 ]  |
| 1998年（平成10年） |                  | 21,970           | [ * 9 ]  |
| 1999年（平成11年） |                  | 22,077           | [ * 10 ] |
| 2000年（平成12年） | 43,767           | 23,153           | [ * 11 ] |
| 2001年（平成13年） |                  | 23,973           | [ * 12 ] |
| 2002年（平成14年） |                  | 23,701           | [ * 13 ] |
| 2003年（平成15年） | 46,015           | 23,923           | [ * 14 ] |
| 2004年（平成16年） | 46,937           | 24,334           | [ * 15 ] |
| 2005年（平成17年） | 50,101           | 25,047           | [ * 16 ] |
| 2006年（平成18年） | 52,292           | 25,411           | [ * 17 ] |
| 2007年（平成19年） | 54,908           | 27,066           | [ * 18 ] |
| 2008年（平成20年） | 56,033           | 27,699           | [ * 19 ] |
| 2009年（平成21年） | 54,310           | 26,890           | [ * 20 ] |
| 2010年（平成22年） | 53,811           | 26,655           | [ * 21 ] |
| 2011年（平成23年） | 52,958           | 26,257           | [ * 22 ] |
| 2012年（平成24年） | 54,153           | 26,945           | [ * 23 ] |
| 2013年（平成25年） | 55,618           | 27,537           | [ * 24 ] |
| 2014年（平成26年） | 57,610           | 28,619           | [ * 25 ] |
| 2015年（平成27年） | 60,281           | 29,978           | [ * 26 ] |
| 2016年（平成28年） | 62,154           | 30,948           | [ * 27 ] |
| 2017年（平成29年） | 64,347           | 32,107           | [ * 28 ] |
| 2018年（平成30年） | 66,016           | 32,970           | [ * 29 ] |
| 2019年（令和元年） | 65,172           | 32,497           | [ * 30 ] |
| 2020年（令和02年） | 42,073           | 20,970           | [ * 31 ] |
| 2021年（令和03年） | 44,463           |                  |          |
| 2022年（令和04年） | 49,640           |                  |          |
| 2023年（令和05年） | 54,828           |                  |          |
| 2024年（令和06年） | 59,407           |                  |          |

## 駅周辺
駅所在地の渋谷区と新宿区の区境に近接している。下記にある企業や施設によっては新宿区側に存在するものもある。
- 企業・団体
  - 京王百貨店 本社：南口上部にある駅ビル「京王初台駅ビル」に入居する。
  - ロッテ 本社
  - 富士急行 東京本社
  - カシオ計算機 本社
  - 東日本電信電話 本社
  - 京王観光 本社：旧初台店とは別。
- その他
  - 新国立劇場
  - 東京オペラシティ
    - NTTインターコミュニケーション・センター
    - 東京オペラシティ郵便局

  - 都営バス新宿支所
  - 初台商店街
  - 警視庁代々木警察署
  - 東京消防庁渋谷消防署 代々木出張所
  - 渋谷区役所 初台出張所
  - 渋谷区立本町図書館
  - 渋谷本町二郵便局
  - 東日本銀行 初台支店
  - 関東国際高等学校
  - 首都高速道路 西新宿JCT
- オーケー 初台店
- フレスコベンガベンガ ダイヤ店

### バス路線
駅東側に「東京オペラシティ南」と「新国立劇場前」停留所がある。なお、後者については都営バスを除き「初台駅入口」も併せて表記している。
また、ハチ公バス春の小川ルート（本町・笹塚循環）のみが停車する「オペラ通り」と「新国立劇場」がある。ハチ公バスの停留所名には「前」が付かない。
この他、中央口南側に「初台駅」停留所があるものの、発着するバス本数は少ない。
1953年（昭和28年） - 1980年代後半まで、現在東京オペラシティがある敷地の一部に「京王帝都バス新宿営業所」があった。詳細は「京王電鉄バス#かつて存在した営業所」を参照。

#### 東京オペラシティ南
都営バス
- 渋66：渋谷駅前行 / 阿佐ヶ谷駅前行・杉並車庫前行

京王バス
- 渋63：渋谷駅行 / 中野駅行
- 渋64：渋谷駅行 / 中野駅行
- 渋66：渋谷駅行 / 阿佐ヶ谷駅行・方南八幡通り行

小田急バス
- よみうりランド行（季節運行）

#### 新国立劇場前
都営バス
- 渋66：渋谷駅前行 / 阿佐ヶ谷駅前行・杉並車庫前行

京王バス
- 渋61：渋谷駅行　※土曜朝1本のみ（祝日の場合運休）
- 渋63：渋谷駅行 / 中野駅行
- 渋66：渋谷駅行 / 阿佐ヶ谷駅行・方南八幡通り行

小田急バス
- よみうりランド行（季節運行）

#### 新国立劇場
ハチ公バス
- 春の小川ルート：本町小学校・六号大通り方面 / 渋谷区役所行

#### 初台駅
京王バス
- 渋61：渋谷駅行 ※土曜朝1本のみ（祝日の場合運休）

## 隣の駅
京王電鉄
 京王新線
■急行・■区間急行・■快速・■各駅停車
新宿駅（新線新宿駅）(KO01) - 初台駅 (KO02) - 幡ヶ谷駅 (KO03)
なお、1945年（昭和20年）7月24日以前の新宿駅 - 初台駅間には多くの駅が存在したが、両駅を残していずれも廃止している。詳しくは、京王線の新宿駅付近の廃駅を参照。